# گودروپ
گودروپ (به لاتین: Guderup) یک منطقهٔ مسکونی در دانمارک است که در سودنبرگ واقع شده‌است. گودروپ ۱٫۹۹ کیلومتر مربع مساحت و ۲٬۴۰۸ نفر جمعیت دارد.